# شاندور گومبوش
شاندور گومبوش (مجاری: Sándor Gombos; ۴ دسامبر ۱۸۹۵ – ۲۷ ژانویهٔ ۱۹۶۸) شمشیرباز اهل مجارستان بود.